# 雲行丸

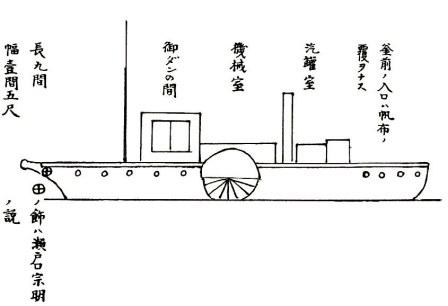
「雲行丸」の略図。ただし、記憶に基づいて後に作成されたもので、あまり正確ではない。

雲行丸（うんこうまる）は、幕末に薩摩藩が建造した蒸気船。越通（おっと）船と呼ばれる帆船に島津斉彬が江戸で製作させた蒸気機関を搭載したもので、日本で建造された最初の蒸気船である。

## 蒸気機関製作
西洋技術の導入を図っていた薩摩藩の島津斉彬は、サイドレバー機関やボイラー、外車などについて記されたオランダの本を入手して蘭学者の箕作阮甫に翻訳させ、訳本『水蒸船略説』を基にして嘉永2年に鹿児島と江戸で蒸気機関の製作を開始した。オランダ汽船の見学なども行い、江戸で製作の機関は安政2年7月3日（1855年8月15日）に試運転に成功したという。この機関は蒸気船としての試験のため越通船に搭載され、それが後に「雲行丸」と命名される。推進方式は外車方式であった。
なお、鹿児島での製作は失敗に終わっている。

## 越通船
越通船とは中浜万次郎が設計した帆船である。嘉永4年に中浜万次郎が琉球に上陸しその後薩摩に移されると島津斉彬は藩士の田原直助らに彼から造船術などを習得させた。また同時に中浜万次郎にスクーナーの模型を作らせ、それを基にして越通船が建造された。ただし、後述の通り越通船は和洋折衷の設計となっており、田原らが自身らの技術力を考えて設計変更したものと思われる。
嘉永7年の久里浜村の『諸御用留』掲載図中にある記載によれば、惣長8間余（14.5m余）、幅1間3尺余（2.7m余）、本柱6間4尺余（12.1m余）、表4間4尺余（8.5m余）である。岡山大学の池田文庫で見つかった絵図によれば、越通船の構造は和洋折衷で、船体は肋材を有する洋式である一方、甲板の張り方や舵は和船式であった。帆装は、2本マストで、和船風の四角い横帆を中心からずらして張った変則的なラグセイル帆装を有した。
嘉永7年（1854年）に3隻の越通船が江戸へ回航され、そのうちの一隻が「雲行丸」となった。

## 「雲行丸」
機関搭載を終えた船は安政2年8月23日（1855年10月3日）に試運転が実施され、よい結果を残した。安政4年（1857年）には薩摩に回航され、そちらでも試運転が実施された。
一応は稼働に成功し日本最初の国産蒸気船となった「雲行丸」であったが、技術的な完成度は低かった。特に蒸気漏れが激しく、後に鹿児島湾内に係留された同船を観察したオランダ人ホイセン・ファン・カッテンディーケによれば、設計出力12馬力と推定されるところ実力は2-3馬力に過ぎなかったという。薩摩での試運転の際の最高速力は6丁櫓の小舟並みと記録されており、これは4から5ノット程度であったものとも思われる。
しかし、不完全ではあっても、ほとんど独学で初めて蒸気機関と蒸気船を製造したという意味では、「雲行丸」建造は画期的な事業だったと評価される。ホイセン・ファン・カッテンディーケも、簡単な図面を頼りに蒸気機関を完成させた人物には非凡な才能があると驚いている。
その後、「雲行丸」は輸送船や連絡船として使用された。この間、長崎でオランダ人の指導の下で蒸気機関の改修工事を受けたとも言われる。明治維新後は使用されない状態となり、明治20年代にスクラップとして売却された。蒸気機関は海軍兵学校の教材となっていたが、やはり明治時代中ごろに廃棄処分になったといわれている。。現存するのは、記憶によって作成された不正確な絵図や、少数の機関図面だけである。